# لوري كونيل
لوري كونيل (بالإنجليزية: Laurie Connell)‏ هو شخصية أعمال أسترالي، ولد في 1946، وتوفي في 27 فبراير 1996.